# دانشگاه براندون
دانشگاه براندون دانشگاهی است واقع در شهر براندون، منیتوبا، کانادا، با تعداد ۳۳۷۵ دانشجوی تمام وقت و پاره وقت در مقطع کارشناسی و کارشناسی ارشد در سال ۲۰۲۰ است. مکان فعلی در ۱۳ ژوئیه ۱۸۹۹ به عنوان کالج براندون به عنوان یک مؤسسه باپتیست تأسیس شد. این دانشگاه در ۵ ژوئن ۱۹۶۷ توسط رئیس‌جمهور وقت جان ای. رابینز به عنوان یک دانشگاه انتخاب شد. دانشگاه براندون یکی از چندین موسسات علوم و هنرهای لیبرال عمدتاً در مقطع کارشناسی در کانادا است.